# Frederick Ruckstull

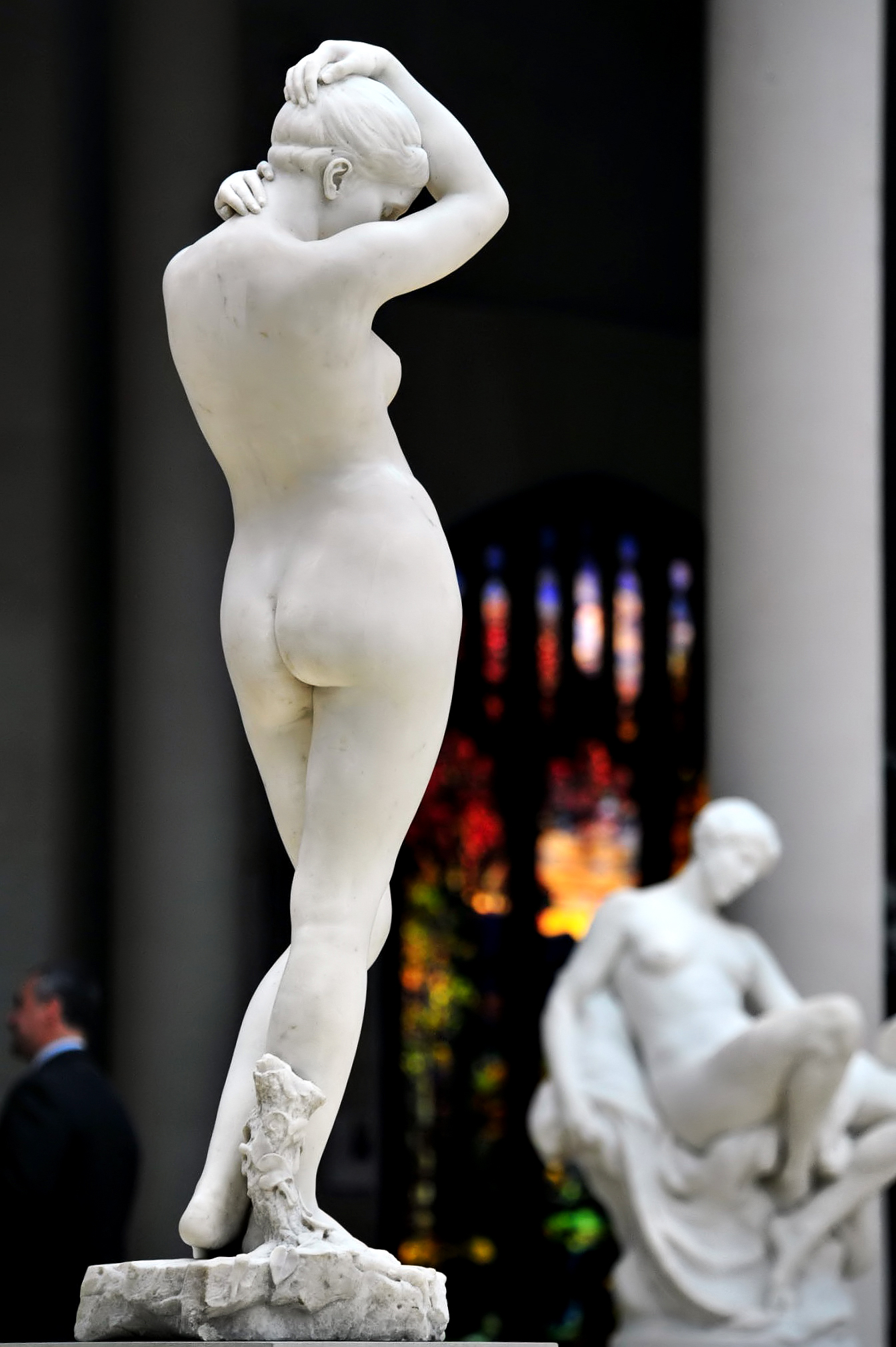
Evening (1891), Metropolitan Museum of Art

Frederick Wellington Ruckstull, deutsch Friedrich Ruckstuhl (* 22. Mai 1853 in Breitenbach-Haut-Rhin; † 26. Mai 1942 in New York City) war ein französisch-US-amerikanischer Bildhauer und Kunstkritiker.

## Leben
Im Jahr 1855 wanderte die deutsch-französische Familie Ruckstuhl nach St. Louis, Missouri aus. Dort wuchs Frederick Ruckstull auf und arbeitete später in verschiedenen Berufen. Eine Kunstausstellung inspirierte ihn und Ruckstull studierte darauf Kunstgeschichte und Bildhauerei. Später ging er nach Frankreich und arbeitete in Paris in einer Spielzeugfabrik, um sein Studium an der renommierten Académie Julian zu finanzieren. Dort studierte er unter Gustave Boulanger, Camille Lefèvre und Marius Jean Antonin Mercié. Ruckstull lernte Auguste Rodin kennen und arbeitete bei ihm als Assistent. In die Vereinigten Staaten zurückgekehrt, eröffnete er 1892 sein eigenes Studio in New York City. Ein Jahr später gewann er die Goldmedaille für Bildhauerei bei der World Columbian Exposition in Chicago. Frederick Ruckstull war Gründungsmitglied der National Sculpture Society in den Vereinigten Staaten. 1898 wurde er in die American Academy of Arts and Letters gewählt.
Frederick Ruckstull war seit 1896 verheiratet und hatte einen Sohn. Er starb am 26. Mai 1942 in New York City an den Folgen eines Herzinfarkts und sein Leichnam wurde eingeäschert.